# 4th Golden Globe Awards
4th Golden Globe Awards var den tredje uddeling af Golden globe awards, der hyldede det bedste indenfor film i 1946. Uddelingen blev afholdt 26. februar 1947 i Hollywood Roosevelt Hotel i Los Angeles, USA.

## Vindere

### Bedste film
De bedste år instrueret af William Wyler

### Bedste mandlige hovedrolle
Gregory Peck - Hjortekalven

### Bedste kvindelige hovedrolle
Rosalind Russell - Sister Kenny

### Bedste skuespiller i en birolle i en film
Clifton Webb - Knivens æg

### Bedste skuespillerinde i en birolle i en film
Anne Baxter - Knivens æg

### Bedste instruktør
Frank Capra - Det er herligt at leve

### Bedste film, der fremmer international forståelse
Den sidste chance instrueret af Leopold Lindtberg

### Special Achievement Award
Harold Russell - De bedste år